# Линчет

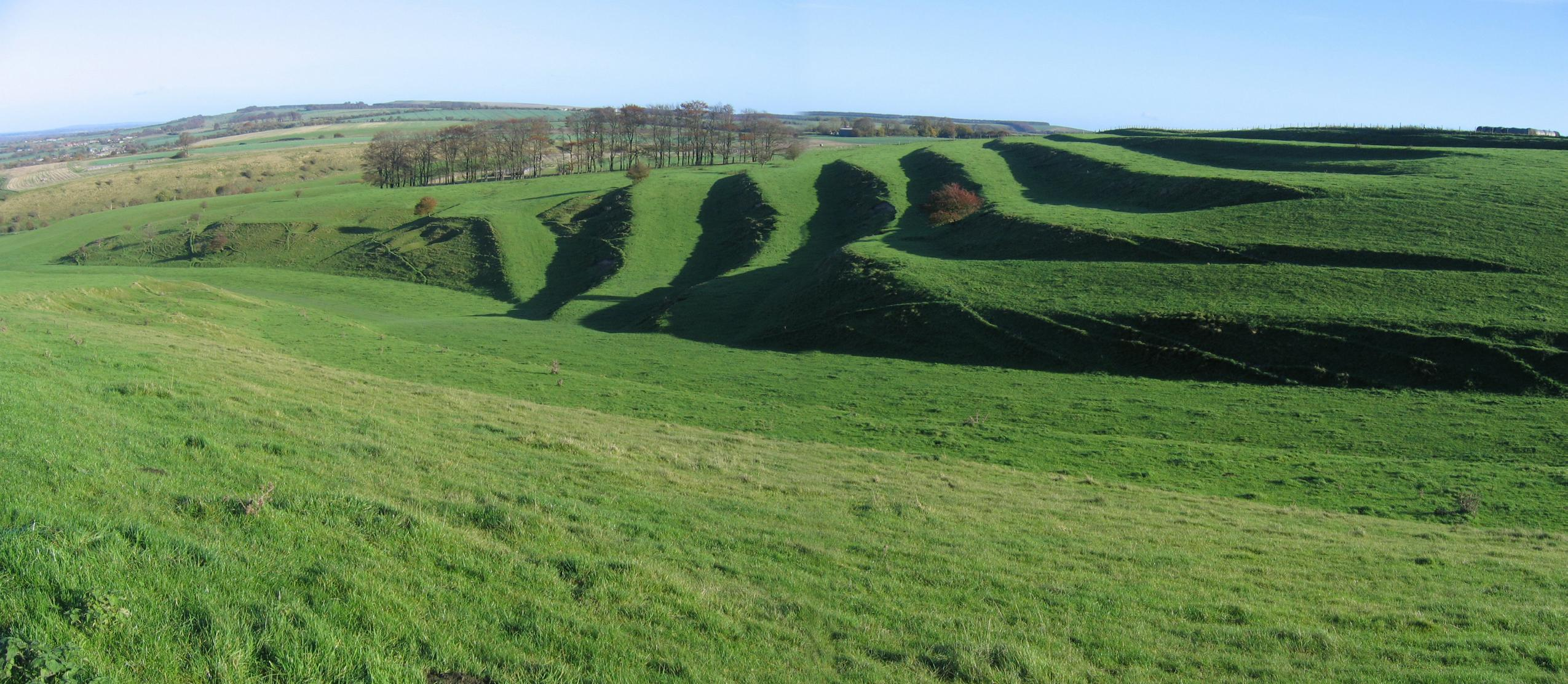
Линчеты у Бишопстоуна, графство Уилтшир.

Линчет (англ. lynchet), или пахотная терраса — земляная насыпь, образовавшаяся на склоне поля, которое длительное время подвергалось вспашке. Под действием силы тяжести и эрозии, ослабленная пахотой почва сползает по склону, образуя позитивный линчет. С другой стороны, почва, уровень которой снижается, образует негативный линчет. Слово «линчет» является уменьшительным от lynch, которое обозначает сельскохозяйственную террасу.
Линчеты характерны для архаичных полевых систем, в частности, так называемых кельтских полей на Британских островах.